# Jean-Charles Flipart
Pour les articles homonymes, voir Flipart.
Jean-Charles Flipart, né en 1684 à Abbeville et mort à Paris en 1751, est un graveur français.

## Biographie
Jean-Charles Flipart né à Abbeville s'installe à Paris comme graveur français. Il a plusieurs fils à qui il enseigne la gravure : l'aîné Jean-Jacques (1719-1782) ,Charles-Joseph (1721-1797) et Charles-François (1730-1773).

## Œuvres
Il réalise de nombreuses gravures dont :
- Daphné poursuivie par Apollon, 22,8 × 17,3 cm, d'après Houasse.
- François Couperin compositeur organiste de la Chapelle du Roy, 27,3 × 21 cm, d'après André Bouys[1].
- Frère Philibert de Naillac trente troisième grand maître de l'ordre de malte, 19,9 × 14,2 cm
- Hercule luttant contre Achéloos, 21,5 × 16 cm, d'après Dominique Le Guide.
- Hercule qui tue l'Hydre, 21,5 × 16 cm, d'après Dominique Guilde.
- Jésus-Christ au jardin des oliviers, 24,2 × 28,6 cm, d'après Raphaël[2].
- Juillet, 18,5 × 12 cm, d'après Charles Le Brun.
- Henri François de Paule Lefèvre d'Ormesson (1681-1756), conseiller d'État et intendant des finances, 26,6 × 18,8 cm, d'après Joseph Vivien[3].
- Peinture du grand escalier, 21,3 × 17 cm d'après Charles Le Brun
- Philippe le Hardi, duc de Bourgogne, 35,6 × 21,3 cm, d'après Antoine Humblot.
- René Choppin jurisconsulte, 34,5 × 26,1 cm, d'après François Clouet
- La sainte famille, 31,4 × 21,7 cm, d'après Carlo Maratti
- La Sainte Vierge, 21,6 × 17,4 cm, d'après Raphaël[4].

Gravures de Jean-Charles Flipart
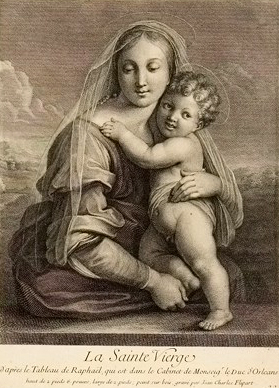
La Sainte Vierge, d'après Raphaël
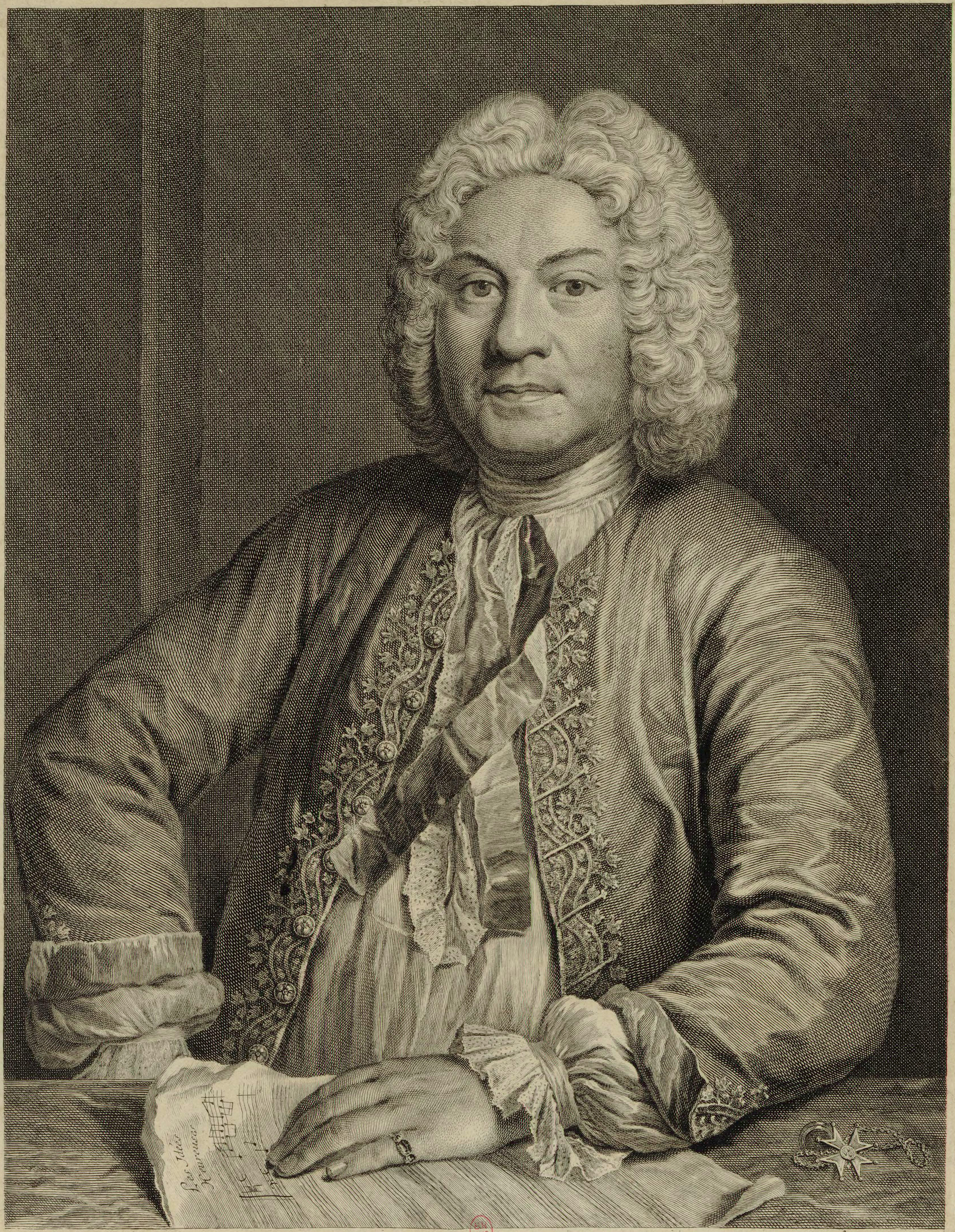
François Couperin d'après André Bouys
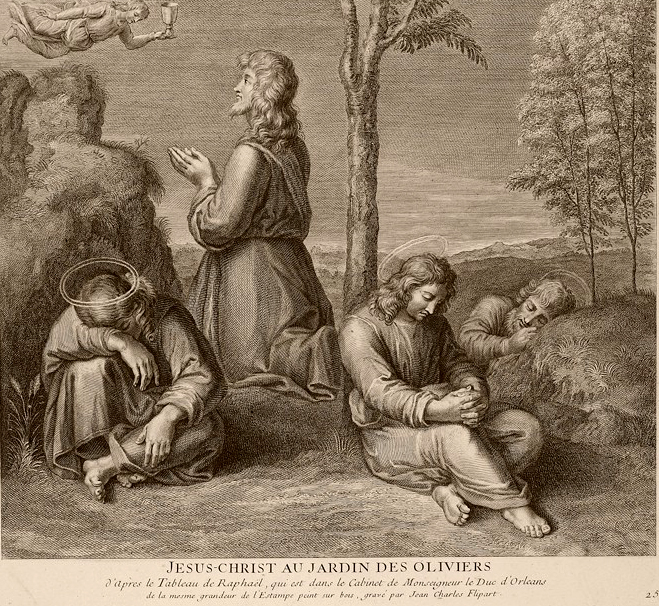
Jésus-Christ au jardin des oliviers, d'après Raphaël.
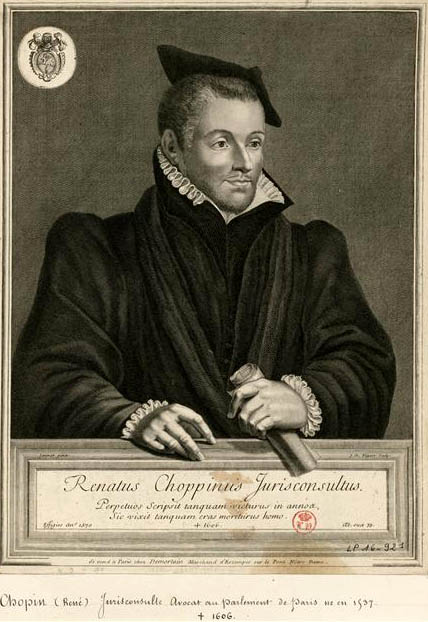
René Choppin, d'après François Clouet
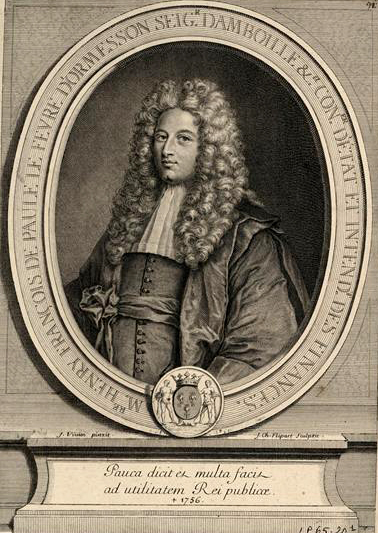
Henri François de Paule Lefèvre d'Ormesson, d'après Joseph Vivien